# Liga Élite del Béisbol Cubano
La Liga Élite del Béisbol Cubano es el torneo  de mayor nivel de esta disciplina en Cuba. Se creó originalmente con el fin de fortalecer el béisbol cubano, seleccionando a los mejores peloteros de la isla, de 16 selectivos de provincias a 6 equipos  regionales, teniendo a lo mejor de la Serie Nacional de Béisbol. La Serie forma parte del Sistema cubano de béisbol.
Para la II Liga Élite se clasificaron los mejores 6 ubicados de la temporada inmediata anterior de la Serie Nacional de Béisbol.

## Inicios
En 2022 se decidió dar un paso adelante para acercarse al profesionalismo. 
Acceder a la Serie del Caribe con un campeón de mayor nivel fue el principal compromiso de INDER.
El 13 de julio de 2022 se anunciaron los nombres de los seis equipos de la Liga Élite. El 21 de julio del mismo año se anunciaron las sedes de los clubes y el número de jugadores por equipo. Asimismo, se acordó que la temporada regular se juegue de octubre a diciembre, mientras que los playoff se desarrollen en el mes de enero.
Los equipos fundadores de la liga son Agricultores, Cafetaleros, Centrales, Ganaderos, Portuarios y Tabacaleros.

## Equipos debutantes
Equipos participantes en la temporada 2022-23. Temporada debut. 
| Equipo                                                      | Sede            | Estadio                        |
| ----------------------------------------------------------- | --------------- | ------------------------------ |
| Agricultores (Las Tunas & Granma)                           | Bayamo          | Estadio Mártires de Barbados   |
| Cafetaleros (Holguin, Santiago de Cuba & Guantanamo)        | Holguín         | Estadio Calixto García Íñiguez |
| Centrales (Matanzas, Cienfuegos & Villa Clara)              | Matanzas        | Estadio Victoria de Girón      |
| Ganaderos (Sancti Spiritus, Ciego de Avila & Camagüey)      | Sancti Spíritus | Estadio José Antonio Huelga    |
| Portuarios (Industriales & Mayabeque)                       | La Habana       | Estadio Latinoamericano        |
| Tabacaleros (Pinar del Río, Artemisa & Isla de la Juventud) | Nueva Gerona    | Estadio Cristóbal Labra        |

## Equipos actuales (2025)
A partir de la temporada 2023-24 la Liga Élite se compone por las mejores 6 novenas de la temporada inmediata anterior de la Serie Nacional de Béisbol.
| Equipo           | Seudónimo | Sede             | Estadio                      |
| ---------------- | --------- | ---------------- | ---------------------------- |
| Ciego de Ávila   | Tigres    | Ciego de Ávila   | Estadio José Ramón Cepero    |
| Granma           | Alazanes  | Bayamo           | Estadio Mártires de Barbados |
| Industriales     | Leones    | La Habana        | Estadio Latinoamericano      |
| Las Tunas        | Leñadores | Las Tunas        | Estadio Julio Antonio Mella  |
| Pinar del Río    | Vegueros  | Pinar del Río    | Estadio Capitán San Luis     |
| Santiago de Cuba | Avispas   | Santiago de Cuba | Estadio Guillermón Moncada   |

## Campeones
A continuación se muestra la tabla de campeones.
| Temporada | Equipo Campeón           | Serie | Equipo Subcampeón      |
| 2022-23   | Agricultores             | 4-3   | Portuarios             |
| 2023-24   | Cocodrilos de Matanzas   | 4-2   | Cazadores de Artemisa  |
| 2024-25   | Tigres de Ciego de Ávila | 4-0   | Leñadores de Las Tunas |